# Furmeyer
Furmeyer település Franciaországban, Hautes-Alpes megyében. Lakosainak száma 175 fő (2022. január 1.). Furmeyer Châteauneuf-d’Oze, Montmaur és Veynes községekkel határos.

## Népesség
A település népességének változása:
| Lakosok száma | 110  | 125  | 140  | 148  | 141  | 143  | 163  | 179  | 181  | 175  |
|               | 1968 | 1982 | 1990 | 2006 | 2013 | 2015 | 2017 | 2019 | 2020 | 2022 |